# Aleksandar Kukolj
Aleksandar Kukolj –en serbio, Александар Кукољ– (Praga, Checoslovaquia, 9 de septiembre de 1991) es un deportista serbio que compite en judo.
Ganó una medalla de plata en el Campeonato Mundial de Judo de 2021 y una medalla de oro en el Campeonato Europeo de Judo de 2017.

## Palmarés internacional
| Campeonato Mundial | Campeonato Mundial | Campeonato Mundial | Campeonato Mundial |
| Año                | Lugar              | Medalla            | Categoría          |
| ------------------ | ------------------ | ------------------ | ------------------ |
| 2021               | Budapest (Hungría) | Medalla de plata   | –100 kg            |
| Campeonato Europeo |                    |                    |                    |
| Año                | Lugar              | Medalla            | Categoría          |
| 2017               | Varsovia (Polonia) | Medalla de oro     | –90 kg             |